# Turner (CDP)
Turner ist ein Census-designated place (CDP) und das wichtigste Dorf der Town Turner im Androscoggin County im US-Bundesstaat Maine.

## Lage
Es liegt im Zentrum der Stadt am Nezinscot River, einem nordöstlich fließenden Nebenfluss des Androscoggin River. Die Maine State Routes 4 und 117 kreuzen sich direkt westlich des Dorfzentrums. Route 4 (Auburn Road) führt 27 km nach Norden nach Livermore Falls und 18 km nach Süden nach Auburn, während Route 117 10 km nach Nordwesten nach Buckfield und 10 km nach Nordosten nach Howes Corner führt.